# Concatedral de la Asunción de la Virgen y San Estanislao (Maguilov)
La Concatedral de la Asunción de la Virgen y San Estanislao o simplemente Catedral de Maguilov (en bielorruso: Унебаўзяцця Найсвяцейшай Панны Марыі і св. Станіслава) es un templo católico en Maguilov, Bielorrusia, que funciona como Concatedral o catedral alterna de la arquidiócesis de Minsk-Maguilov.
La catedral se encuentra en el sitio donde estuvo un antiguo convento de los Carmelitas. En 1636 en el monasterio fue construida una iglesia de madera consagrada a la Asunción de Santa María. En 1708 un gran incendio quemó la iglesia y en su lugar en los años 1738-1752 se construyó una iglesia de piedra, consagrada en 1765 por el obispo de Vilna Zenkovich. El 25 de diciembre de 1772 Catalina II de Rusia anunció el establecimiento de una diócesis católica de Bielorrusia con sede en Maguilov. Diez años más tarde, la diócesis fue elevada a arquidiócesis con jurisdicción sobre todas las parroquias católicas de rito latino en Rusia, incluyendo Moscú y San Petersburgo. Desde 1783 la iglesia del monasterio carmelita se convirtió en la catedral de la arquidiócesis de Mogilev, asumiendo su nombre actual.
A finales del siglo XVIII, la catedral fue reconstruida con intervenciones que se centraron principalmente la fachada. En 1956 en tiempos de la Unión Soviética la catedral fue cerrada y se utilizó para albergar la sede de la parte bielorrusa del archivo histórico de la URSS. En 1960, el archivo fue transferido a Minsk y el antiguo edificio de la catedral se transformó en el Archivo estatal de la región de Maguilov.

A principios de 1990, la catedral fue devuelta a la diócesis, que comenzó una restauración que fue terminada en 1994, y se convirtió entonces en la co-catedral de la arquidiócesis de Minsk-Maguilov.

## Véase también

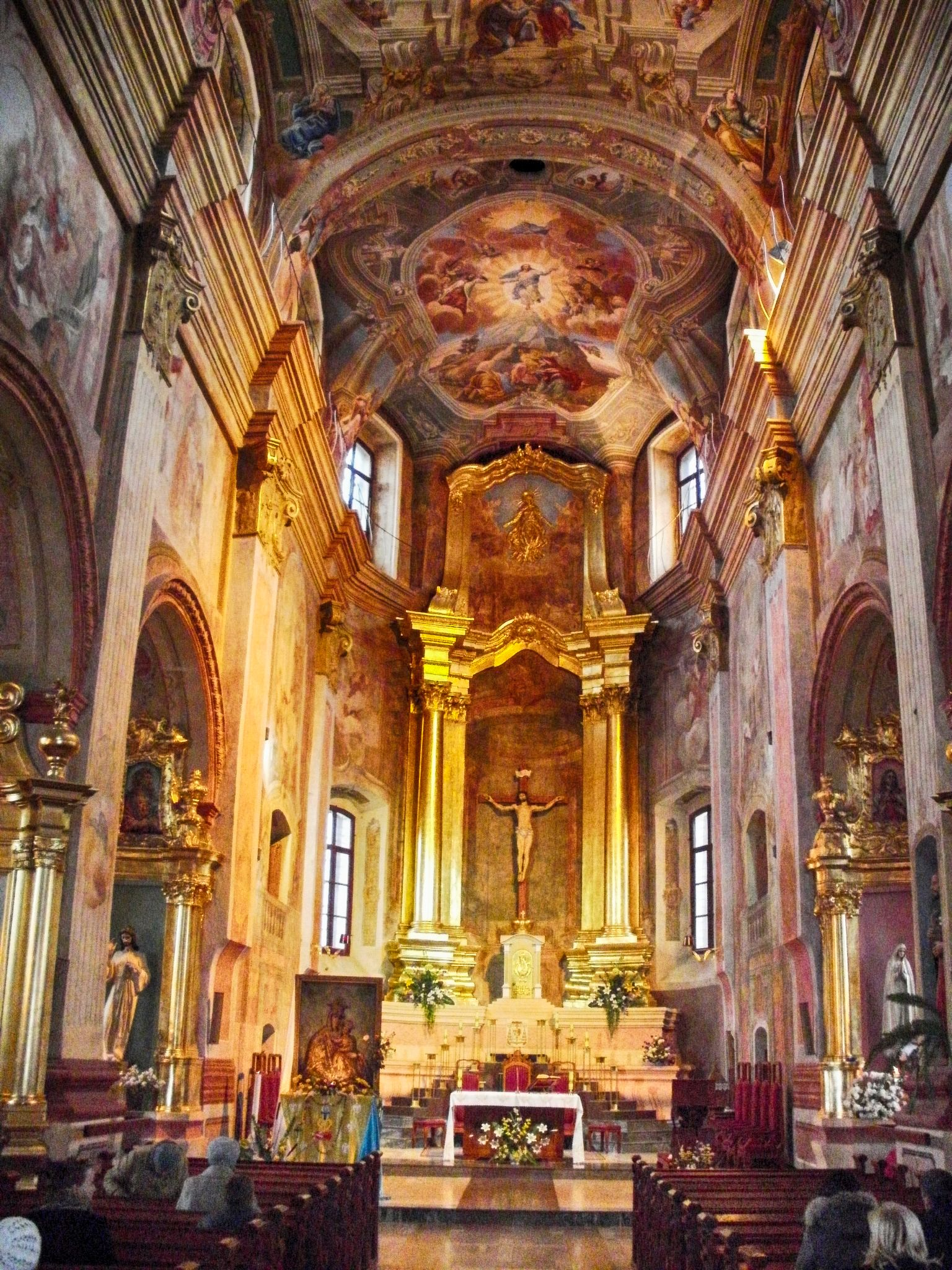
Vista interna